# Mijáilovskaya (Krasnodar)
Mijáilovskaya (del ruso: Михайловская), es una stanitsa del raión de Kurgáninsk del krai de Krasnodar, en Rusia. Está situada en la confluencia del río Chamlyk (afluente del río Labá, tributario del Kubán), con su afluente el Siniuja, 11 km al norte de Kurgáninsk y 122 km al este de Krasnodar. Tenía 8 245 habitantes en 2010
Es cabeza del municipio Mijáilovskoye, al que pertenecen asimismo Krasni, Seyatel, Krásnoye Znamia, Yuzhni, Vesioli y Luchezarni.

## Historia
La localidad fue fundada en 1845. A finales del siglo XIX tenía ya 10 245 habitantes, y contaba con una iglesia, una escuela y varios establecimientos comerciales. Hasta 1920 pertenecía al otdel de Labinsk del óblast de Kubán.

## Demografía
| 2002  | 2010  |
| ----- | ----- |
| 7 947 | 8 245 |

### Composición étnica
De los 7 947 habitantes que había en 2002, el 93.2 % era de etnia rusa, el 1.8 % era de etnia armenia, el 1.6 % era de etnia ucraniana, el 1.4 % era de etnia gitana, el 0.3 % era de etnia tártara, el 0.3 % era de etnia bielorrusa, el 0.2 % era de etnia alemana, el 0.2 % era de etnia georgiana, el 0.2 % era de etnia griega, el 0.1 % era de etnia azerí, el 0.1 % era de etnia turca y el 0.1 % era de etnia adigué.